# Placidia-Palast

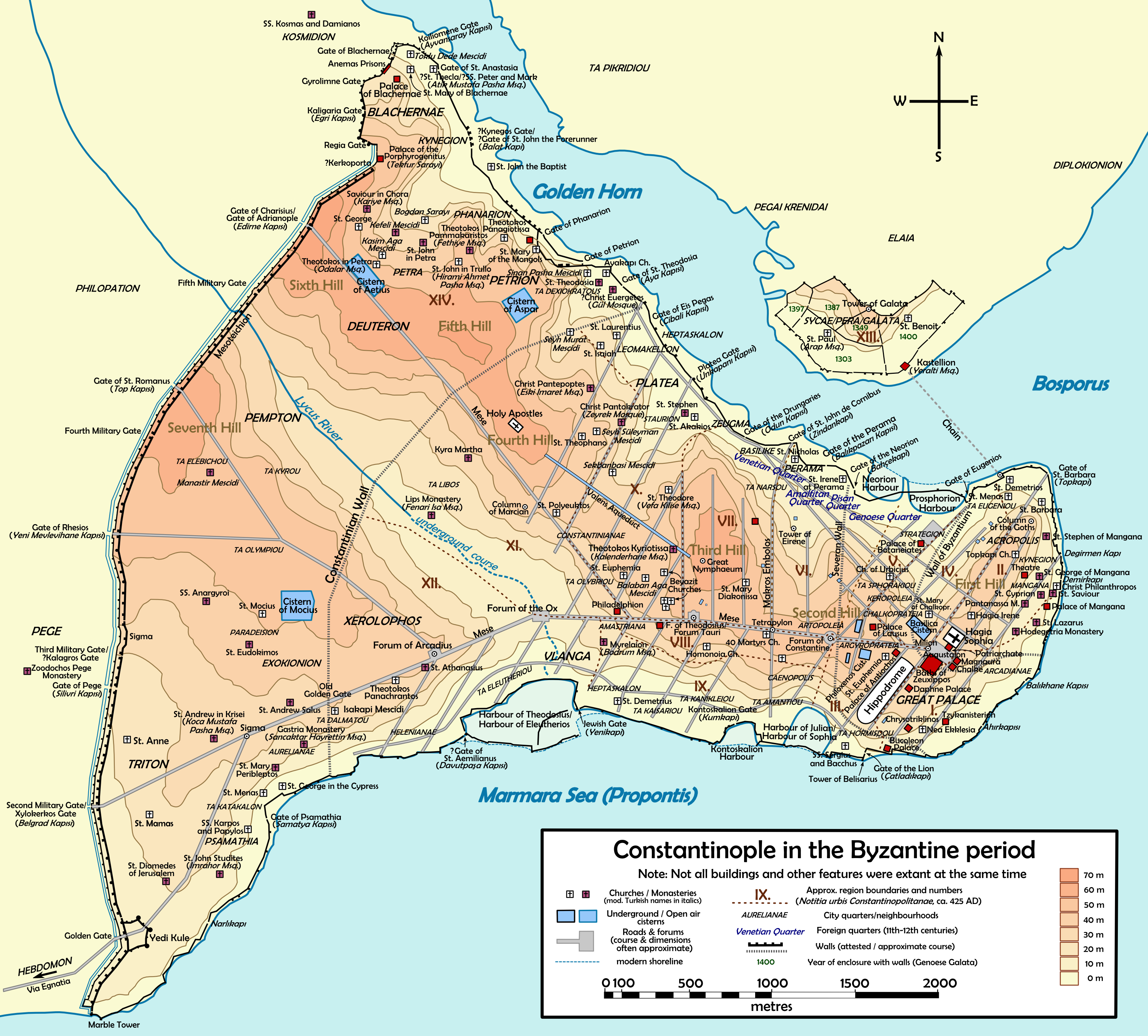
Karte des byzantinischen Konstantinopel

Der Placidia-Palast war die offizielle Residenz des päpstlichen Apokrisiars beim Ökumenischen Patriarchen von Konstantinopel und Wohnsitz des Papstes, wenn er sich in Konstantinopel aufhielt. Der Apokrisiar war außerdem zuständig für die Kommunikation zwischen dem Papst und dem byzantinischen Kaiser.
Der Aufenthalt des Apokrisiars im Placidia-Palast begann mit dem Ende des Akakianischen Schismas im Jahr 519. Der Botschafter war im Allgemeinen ein Diakon aus Rom und hatte eine offizielle Position am byzantinischen Kaiserhof inne. Das Gebäude kann daher als erste Nuntiatur gelten.

## Lage
Der Palast der Galla Placidia war eine von mehreren Adelsresidenzen (oikoi), die im späten 4. oder frühen 5. Jahrhundert nach Christus im Nordwesten der Stadt errichtet worden waren. Darunter war der Augusta-Palast der Aelia Eudocia, der Nobilissima Arcadia (Schwester von Theodosius II.), während in der Region XI. die Residenz der Augusta Aelia Pulcheria und der Palast des Aelia Flaccilla (palataium Flaccillianum) standen. Diese Häuser bildeten ein Gegenstück zum aristokratischen Zentrum der östlichen Stadtteile um den Großen Palast. Die meisten dieser Residenzen im Nordwesten scheinen jedoch nur als saisonale Rückzugsorte genutzt worden zu sein.
Zur Region X gehörten auch insgesamt 636 Insulae. Außerdem lagen in diesem Bezirk auch die Konstantin-Thermen und das Nymphäum. In unmittelbarer Nähe lagen die Kirche St. Euphemia und das Philadelphion. Die genaue Lage lässt sich heute nicht mehr rekonstruieren.

## Geschichte
Der Palast wurde von der Tochter von Kaiser Theodosius I., Galla Placidia, in der Region X. Konstantinopels zwischen dem Plataea-Tor und dem Pantokrator-Kloster errichtet.

### Vigilius
Vigilius kam unter Papst Agapitus I. als Nuntius nach Konstantinopel und wurde 537 neuer Papst. Im Jahr 547 kam er im Rahmen eines päpstlichen Besuchs nach Konstantinopel und nahm den Palast in Besitz. Im Jahr 550 entschied sich Vigilius, dass der Palast für seine Bedürfnisse nicht sicher genug sei und zog in die Basilika des St. Peter von Hormisdas. Hier entwarf Vigilius ein Dokument zur Exkommunikation von Patriarch Menas und seinen Anhängern, weil dieser im Dreikapitelstreit die Position Justianians unterstützte. Nach seiner Veröffentlichung als Comitas Dupondiaristes wurde der Prätor zur Basilika entsandt, um Vigilius und die afrikanischen Bischöfe, die das Dokument ebenfalls unterzeichnet hatten, zu verhaften. Einem Bericht zufolge klammerte sich Vigilius an den Altar, und als die Wachen versuchten, ihn wegzuzerren, sei der Altar zusammengebrochen und hätte den Papst fast zermalmt. Der Prätor zog sich zurück und ließ mehrere Bischöfe verletzt zurück. Am nächsten Tag überzeugte eine Gruppe byzantinischer Würdenträger Vigilius, dass ihm kein Schaden mehr zugefügt werden würde, wenn er in den Placidia-Palast zurückkehrte, was dieser auch tat. Dort stand Vigilius mehr oder weniger unter Hausarrest. In der Nacht vom 23. auf den 24. Dezember 551 floh Vigilius über den Bosporus zur Kirche St. Euphemia in Chalkedon. Im Februar wurden die anderen Bischöfe, nicht aber Vigilius, festgenommen. Am 26. Juni versöhnten sich Papst und Kaiser und Vigilius kehrte nach Placidia zurück.
Obwohl sich der Papst während des Zweiten Konzils von Konstantinopel im Jahr 553 in unmittelbarer Nähe befand, weigerte sich Vigilius, selbst teilzunehmen oder einen Vertreter zu entsenden. Vigilius gab an, krank zu sein, und weigerte sich sogar, sich mit den drei orientalischen Patriarchen zu treffen, die vom Konzil zum Placidia-Palast kamen. Am nächsten Tag übermittelte Vigilius dem Rat einen Antrag auf Aufschub um 20 Tage – obwohl die Angelegenheit seit sieben Jahren diskutiert worden war, in denen Vigilius selbst seinen Wohnsitz in Konstantinopel hatte. Die zweite Delegation des Kaisers mit Bischöfen und Laienbeamten zu Vigilius war ebenfalls erfolglos. Aus Konstantinopel veröffentlichte Vigilius ein Constitutum, das das Konzil verurteilte.

### Gregor I.
Auch Papst Gregor I. wohnte während seiner Zeit als Apokrisiar im Placidia-Palast. Während der Amtszeit von Gregor war der Palast der Ort eines Prozesses, der von Tiberius II. gegen eine Gruppe von angeblichen Satansanbetern durchgeführt wurde, darunter waren auch der Patriarch von Antiochia, und Eulogius, der spätere Patriarch von Alexandria. Als sie freigesprochen wurden, möglicherweise als Folge von Bestechung, kam es in der Stadt zu einem Aufstand, an dem 100.000 Menschen beteiligt waren. Der Placidia-Palast sowie der Palast des Patriarchen Eutychius von Konstantinopel (Patriarch Eutychius von Konstantinopel) wurden von der Menge angegriffen, der Kaiser selbst musste eingreifen und die Ordnung wiederherstellen.

### Martin I.
Eine der Beschwerden der Lateransynode im Jahr 649, die Papst Martin I.  einberufen hatte, gegen den Patriarchen von Konstantinopel lautete: „Er hat getan, was bisher kein Ketzer gewagt hat, nämlich den Altar unseres heiligen Stuhls im Placidia-Palast zu zerstören.“ Das Anathema spielt auf die Schreckensherrschaft an, der die römische Kirche von 638 bis 656 unterworfen war: Der römische Klerus war verbannt worden, die Schatzkammer geplündert und der Apokrisiar entführt und verbannt worden. Der Altar wurde 648 oder 649 zerstört. Papst Martin I. durfte Mitte des 7. Jahrhunderts keine Messe im Palast feiern. Diese Sanktion verfügte Patriarch Paul II. wegen der Meinungsverschiedenheiten bezüglich des Monotheletismus.

### Agatho
Der Palast wurde von der großen Delegation von Papst Agatho zum Dritten Konzil von Konstantinopel (680/81) verwendet. Der Kaiser versorgte die Delegation mit einer Vielzahl von Luxusgütern, darunter einer Reihe von gesattelten Pferden, um sie zur Kirche der Heiligen Maria von Blachernae zu befördern. Sie nahmen am ersten Sonntag nach ihrer Ankunft an einer Prozession zu dieser Kirche teil.

### Konstantin I.
Papst Konstantin I. wohnte 711 in dem Palast. Es sollte für 1250 Jahre der letzten Papstbesuch sein.

### Das Ende der Nutzung durch die Päpste
Bis zur Zeit des byzantinischen Bildersturms im Jahr 726 unterhielten die Päpste in Konstantinopel weiterhin eine Residenz für den Apokrisiar. Danach entsandten die Päpste Gregor II., Gregor III., Zacharias und Stephan II. nur nicht-ständige Apokrisiare nach Konstantinopel. Das Amt hatte im 8. Jahrhundert keine religiöse Funktion mehr, obwohl es bis weit in das 10. Jahrhundert hinein regelmäßig besetzt war. Um das Jahr 900 wurde das Amt als Synkellos bezeichnet und ähnelte damit dem eines Generalvikars. Möglicherweise wurde nach der Versöhnung von 886 wieder ein ständiger Botschafter eingesetzt. Der Synkellos war im Gegensatz zu einem Apokrisiar aber nur päpstlicher Vertreter am Kaiserhof und nicht beim Patriarchen. Diese Botschafter gab es auch nach dem Morgenländischen Schism im 11. Jahrhundert.
Das Schicksal des Gebäudes ist unklar. Der Forschungsreisende Pierre Gilles erwähnt es im 16. Jahrhundert noch mehrmals, als er von seiner Reise nach Konstantinopel berichtet.